# Splendrillia gratiosa
Splendrillia gratiosa é uma espécie de gastrópode do gênero Splendrillia, pertencente a família Drilliidae.